# DebugWIRE

debugWIRE — протокол последовательной передачи данных, разработанный фирмой Atmel и предназначенный для внутрисхемной отладки микроконтроллеров AVR.

## Особенности
debugWIRE разрабатывался как более дешёвая альтернатива JTAG, специально для процессоров с ограниченными ресурсами. Он поддерживается большинством современных 8-битных контроллеров AVR. Пользователь получает возможность чтения и записи всех областей памяти (FLASH, EEPROM, Fuse bits) и контроль над выполнением программы внутри контроллера (брэкпойнты в программной памяти). Однако протокол не поддерживает пошагового выполнения.
Протокол использует единственную двунаправленную линию Reset для входа и выхода данных.

## Ограничения
Программные точки останова формируются с помощью входящей в систему команд AVR команды Break. Интегрированная среда разработки обеспечивает сохранение оригинальной команды, заменяемой Break в памяти настольного компьютера, с последующим её восстановлением и продолжением исполнения программы. Таким образом использование программных точек останова тратит ограниченный ресурс данных микроконтроллеров — максимально возможное количество циклов записи стирания программной памяти. Нужно следить, чтобы отладчик не израсходовал его полностью.
Поскольку для отладки используется вход внешнего сброса RESET, становится невозможным проверять схемы внешнего сброса.
В момент останова процессора, чтобы не нарушить работу системы, надо соблюдать осторожность при обращении через отладчик к регистрам ввода-вывода.
В режиме с разрешённой отладкой потребляемая процессором мощность возрастает, поэтому не следует забывать по окончании отладки перевести fuse-переключатель DWEN в исходное состояние.

## Поддерживаемые устройства
- ATmega48/V ATmega88/V ATmega168/V[1]
- ATmega48A/PA/88A/PA/168A/PA/328/P [2]
- ATtiny13/V[3]
- ATtiny1634[4]
- ATtiny2313/V[5]
- ATtiny24/ATtiny44/ATtiny84[6]
- ATtiny24A/ATtiny44A/ATtiny84A[7]
- ATtiny25/V / ATtiny45/V / ATtiny85/V[8]
- ATtiny261/V ATtiny461/V ATtiny861/V[9]